# Здание Чеченского государственного театра юного зрителя

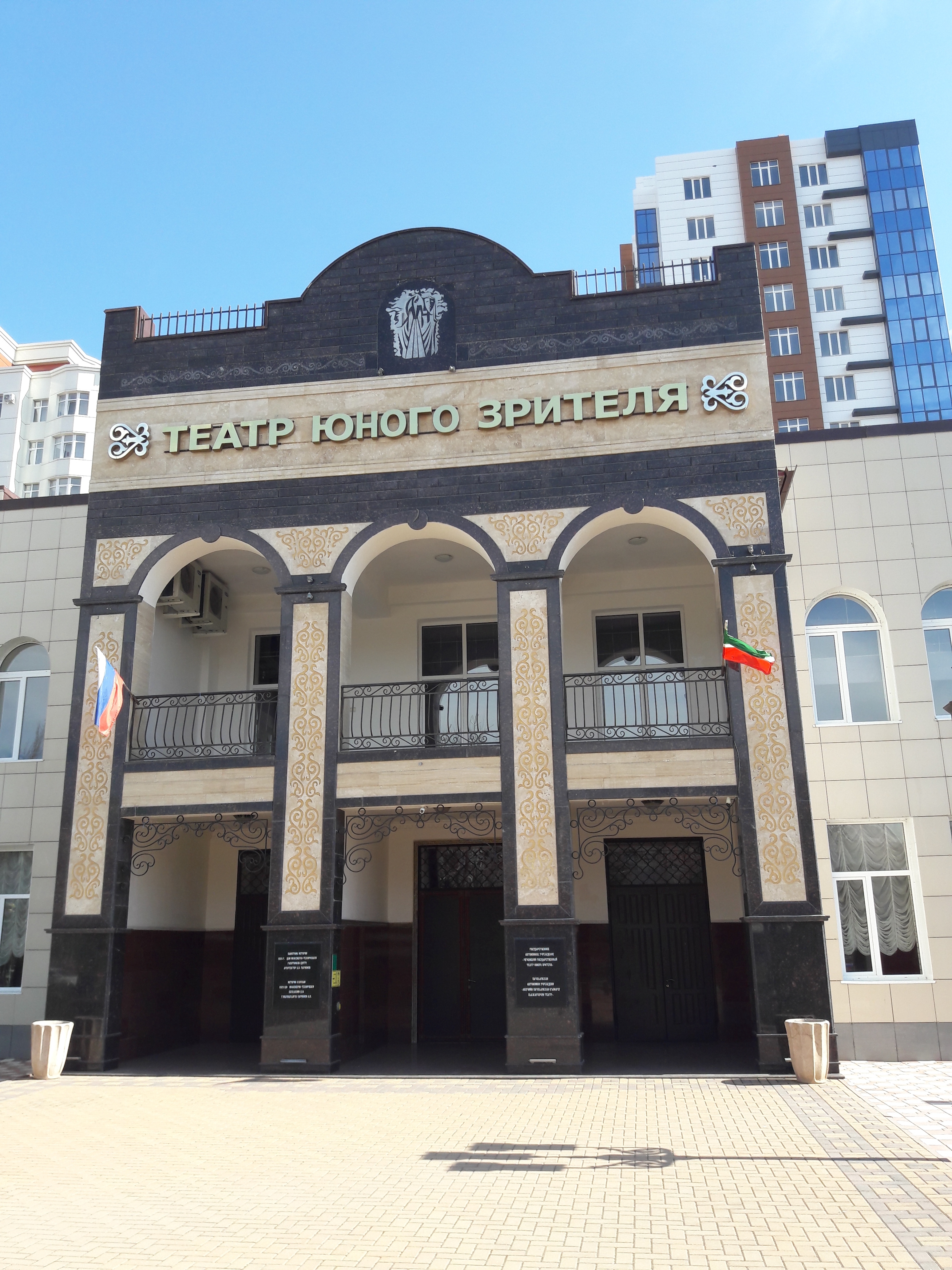
Здание до реставрации 2023 года.

Здание Чеченского государственного театра юного зрителя (первоначально Дом инженерно-технических работников) расположено в центре Грозного на перекрёстке улицы Мира и бульвара Эсамбаева (Ахматовский район). В 2013 году здание признано объектом культурного наследия регионального значения.

## История

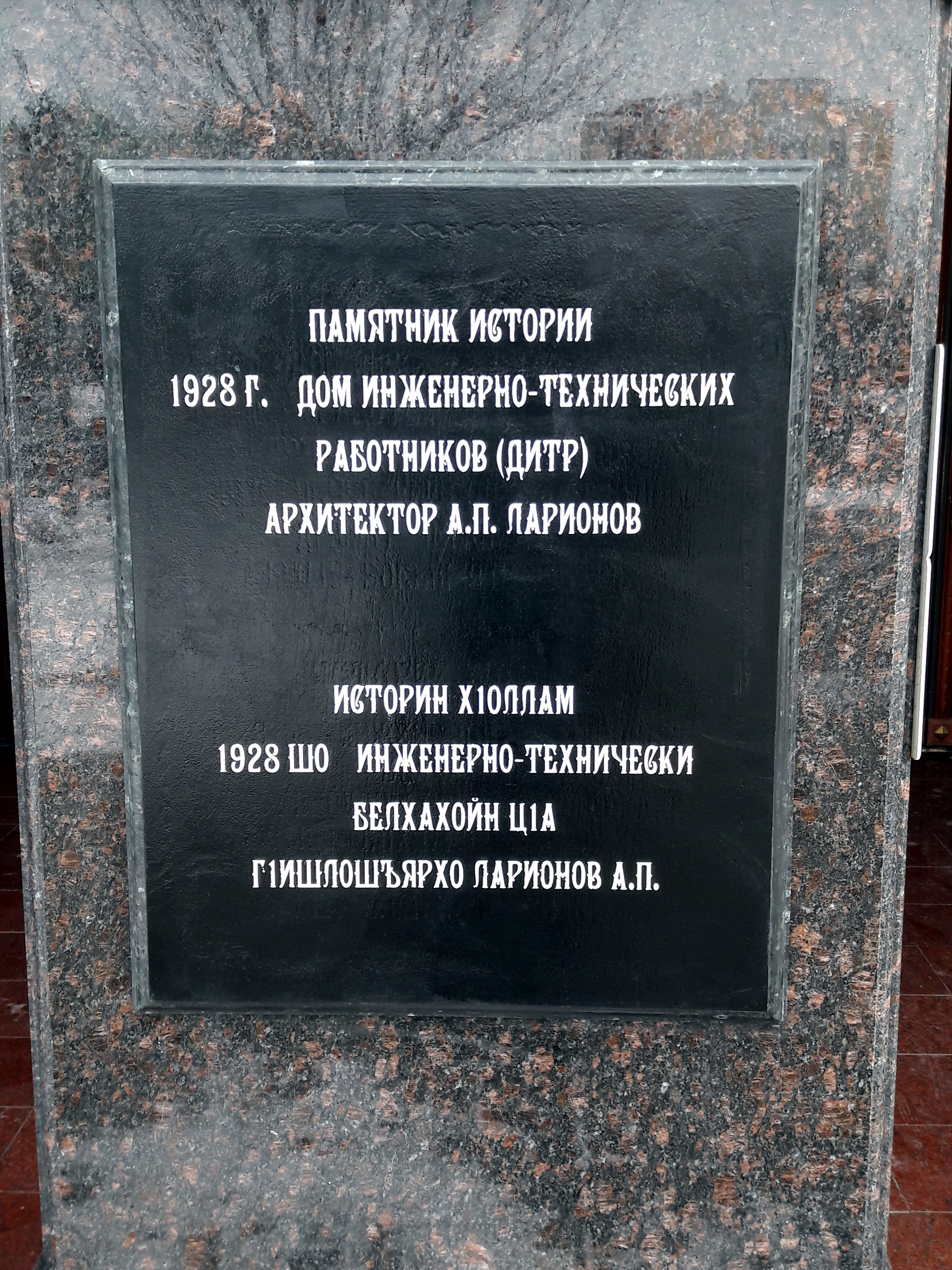
Мемориальная доска на здании театра

В 1922 году в СССР при ВЦСПС и обкомах профсоюзов были созданы инженерно-технические секции, которые должны были вести политико-воспитательную работу среди технической интеллигенции, повышать их квалификацию, укреплять связи между инженерами и промышленным пролетариатом. Через год около 80 % специалистов были объединены в инженерно-технические секции. В полной мере развернуть работу в этом направлении мешало отсутствие специального помещения.
В 1926 году в Грозном было заложено здание дома инженерно-технических работников (ДИТР) Грозненского округа по проекту архитектора А. П. Ларионова. Строительство финансировал трест «Грознефтезаводы». Строительство здания завершилось 3 марта 1928 года. В доме размещались техническая библиотека, театральный зал на 250 мест, комнаты для различных кружков, буфет.
Первым председателем совета, управлявшего работой ДИТР, был инженер Н. Н. Надеждинский. Его сменили на этой должности Б. Шайдеров, а затем В. А. Курашев. В ДИТРе активно работали кружки, драматический и оперный кружки под руководством актёра Лео-Грекова поставили несколько спектаклей. Члены инженерно-технических секций помогали рабочим в рационализаторской и изобретательской работе. В ДИТРе был создан театр юного зрителя. ДИТР посещали и выступали в нём революционер и государственный деятель Серго Орджоникидзе, советский писатель Александр Серафимович, журналист, редактор газеты «L’Humanité» Вайян-Кутюрье, организатор советской нефтяной геологии академик Иван Губкин, полярный лётчик, Герой Советского Союза Михаил Водопьянов.
В 1931 году в здании начал работать Чеченский драматический театр. 30 июня 1941 года, после начала Великой Отечественной войны в здании был организован военный госпиталь. После окончания войны численность инженеров возросла и здание ДИТРа уже не устраивало возросшие потребности. В 1958 году здание было вновь передано Чечено-Ингушскому театру имени Нурадилова. 1977 году театр Нурадилова переехал в новое здание, а в здании ДИТРа разместился театр юного зрителя. В ходе боевых действий в Чечне здание сильно пострадало. После реставрации в нём снова разместился театр имени Нурадилова. В 2015 году театр Нурадилова переехал во вновь отремонтированное здание, а на его место вернулся театр юного зрителя.
18 апреля 2011 года на здании была открыта мемориальная доска с надписью на русском и чеченском языках:
Памятник истории. 1928 г. — Дом инженерно-технических работников (ДИТР). Архитектор А. П. Ларионов. 1931 г. — Чеченский государственный драматический театр. 1941 г. — военный госпиталь.
Впоследствии доска была заменена на новую с надписью на двух языках:
Памятник истории. 1928 г. Дом инженерно-технических работников (ДИТР). Архитектор А. П. Ларионов.
В 2024 году была завершена реставрация здания.